# Сатанистички храм
Сатанистички храм (енгл. The Satanic Temple) нетеистичка је религиозна организација са седиштем у САД, са додатним конгрегацијама у Аустралији, Канади, Немачкој, Уједињеном Краљевству и Финској. Њени суоснивачи су Лисјен Гривс и Малколм Жари. Сатанистички храм користи сатанске слике да промовише егалитаризам, социјалну правду и одвајање цркве од државе, подржавајући мисију „да подстиче добронамерност и емпатију [међу свим људима].”
Сатанистички храм не верује у натприродног Сатану, него га користи као књижевну метафору да промовише прагматични скептицизам, рационални реципроцитет, личну аутономију и радозналост. Сатана се стога користи као симбол који представља „вечног бунтовника” против произвољног ауторитета и друштвених норми. Присталице ову религију углавном називају „сатанизмом” или „модерним сатанизмом”, док је други називају саосећајним сатанизмом или сатанизмом седам начела.
Спроводи политичке акције као и лобирање, са фокусом на разоткривање хришћанских привилегија када се мешају у личне верске слободе. Брак сматра верском сакраментом који би требало да буде регулисан под заштитом Првог амандмана верске слободе која би требало да превлада над државним законима. Пошто сматра неповредивост тела кључном доктрином, такође посматра сва ограничења на побачај, укључујући обавезне периоде чекања, као кршење права сатаниста да практикују своју религију.